# Patricia Pasquali
Patricia Pasquali (1961 - F. 14 de septiembre de 2008) fue una historiadora argentina, y autora de varios libros y decenas de monografías.

## Trayectoria
Su obra más destacada es su biografía sobre el General José de San Martín: San Martín. La fuerza de la misión y la soledad de la gloria.
Graduada como profesora y licenciada en Historia en el Instituto Nacional del Profesorado de Rosario, consigue su doctorado en esa disciplina, en la Facultad de Derecho y Ciencias Sociales de la Universidad Nacional de Rosario, con la tesis “Santa Fe en la instauración del orden liberal (1860-1868)”.
Ejerció la docencia dictando, en la Facultad de Derecho de la Universidad Nacional de Rosario, las cátedras de Historia Argentina I y II, y fue también profesora de Seminario y Metodología de Historia Argentina y Americana, en la carrera de Historia del Instituto de Educación Superior "Olga Cossettini".
Trabajó también en el Consejo Nacional de Investigaciones Científicas y Técnicas (Argentina) (CONICET) con el cargo de investigadora adjunta.
Defendió las posiciones historiográficas a las que llegó, sin rehusar las polémicas que se suscitaron alrededor de ellas.
Especializada en el estudio de las ideas de la dirigencia que organizó el país después de Caseros, la vida de Sarmiento era el nuevo libro que preparaba y que la muerte le impidió concluir. En 2005 disertó en el Ciclo de Conferencias de LA GACETA y era colaboradora frecuente de LA GACETA Literaria.

## Membresías y cargos
Además de los cargos docentes arriba mencionados algunos de sus cargos y membresías fueron:
- Miembro correspondiente de la Academia Nacional de la Historia.
- Miembro de la Academia Sanmartiniana del Instituto Nacional Sanmartiniano.
- Miembro del Instituto Nacional Belgraniano.
- Rectora de cátedra en el Instituto Sarmiento de Sociología e Historia, entre otras instituciones.[1]

## Obras publicadas
Además de numerosos artículos en revistas científicas especializadas en el área de su competencia y otros, publicó once libros, su primer libro fue San Martín en el ostracismo (Premio “República Argentina” de la Academia Nacional de la Historia). Entre ellos:
- San Martín (1ª edición). Emecé Editores. 2004. ISBN 978-950-04-2596-4.
- La instauración liberal: Urquiza, Mitre y un estadista olvidado, Nicasio Oroño (1ª edición). Planeta. 2003. ISBN 978-950-49-1076-3.
- San Martín. El hombre y su misión. Las versiones de una historia (1ª edición). Taurus. 2002.[4]
- San Martín confidencial - Correspondencia personal del Libertador con su amigo Tomás Guido (1816-1849) (1ª ed. 1ª reimp. edición). Planeta. 2000. ISBN 978-950-49-0478-6.
- Bernardino Rivadavia. Hombre de Buenos Aires, ciudadano argentino. Coautora (1ª edición). Planeta. 1999.[5]
- San Martín. La fuerza de la misión y la soledad de la gloria (1ª edición). Planeta. 1999. ISBN 978-950-49-0194-5. En coautoría con Carlos S. A. Segreti.
- Juan Lavalle (1ª 4ª reimp. edición). Planeta. ISBN 978-950-742-718-3.
- J. Daniel Infante (1ª edición). Editorial Municipal de Rosario. 1995. ISBN 978-987-95323-7-9.
- San Martín en el ostracismo: profecía, silencio y gloria (1ª edición). Academia Nacional de la Historia. 1992. ISBN 978-950-9843-18-9.

De sus libros se destaca “San Martín. La fuerza de la misión y la soledad de la gloria”, que alcanzó varias ediciones, siendo bien recibido por la crítica.

## Fallecimiento
Patricia Silvia Pasquali falleció a los 47 años. Sus restos se encuentran en Rosario.